# Célanire cou-coupé

Célanire cou-coupé est un roman de l'écrivaine française guadeloupéenne Maryse Condé publié en 2000.

## Thème
Célaire, oblate guadeloupéenne, Célanire Pinceau, arrive à Adjame-Santey, ville neuve, future Bingerville (Côte d'Ivoire, Afrique-Occidentale française), en 1901, pour y assurer de l'enseignement. Sa beauté, sa volonté, sa préscience révolutionnent la petite société. Mais que cherche-t-elle ? Que signifie sa cicatrice au cou si bien cachée ? Pourquoi toutes ces disparitions ?

## Jalons
1901-1906, Côte d'Ivoire : son chef M. Desrussie, Karamanlis, le roi akan Koffi Ndizi (Félix), son fils Kwame Aniedo, le gouverneur Alix Pol-Roger, son adjoint Thomas de Brabant (et son laudanum), Jean Saydou Hakim (moussé lékol), le commerçant d'huile de palme Batti Bouah, Tanella, Mawourou, Charlotte (de Brabant), Ludivine (de Brabant), Robert Delafalaise, le Foyer...
1906, Cayenne : Hakim déporté, son employeur M. Thénia, et surtout un autre déporté, Jean Pinceau, dit Papa Doc, qui dévoile son passé trouble guadeloupéen, surtout à Grande-Anse : Dieudonné Pylône, Melody, Madeska, Carmen, Pisket, Agénor de Fouques-Timbert, Bélisaire, Kung Fui, Yang Ting, Ofusan, les Wayanas, le dogue de Cuba...
1906-1909, Guadeloupe : le nouveau gouverneur Thomas de Brabant et sa famille (Célanire et Ludivine), Mathieu Dorlis La Mangouste, Amarante (wayana) Dorlis, Agénor de Fouques-Timbert, Zuléfi Madeska, Melody (à Montserrat), Mgr Chabot, Elissa de Kerdoré, Mavando, Virgilius, Wole, le conservatoire de musique Au Gai Rossignol, les Zindiens, le lithalam sacrificiel, l'association Zanmi et l'îlet Fajoux, Ravine-Vilaine, MaSoeur Antonine, le curé de Saint-Esprit, la veuve Poirier, l'église Sainte-Antonine, et Flora Tristan (paria)... 
1910, Pérou : Célanire, Thomas et Ludivine, en voyage, croisent (ou non) Yang Ting, Kung Fui, Arequipa-Paruera, Aloysius, Artemisa, Soumathi-Antonine, La Main jaune, Mme Charmène Elysée, l'orphelinat La Goutte de lait, Ampora, Mama Justa, Dr Iago Lamella, Mme Eusebio... 
1910, Guadeloupe : Célanire a réglé (tous) ses comptes. Elle demande à Thomas de lui faire un enfant.

## Commentaires
Un récit alerte, avec des aspects fantastiques, ou de réalisme magique, traverse des réalités et des mentalités guadeloupéennes (et coloniales) des années 1880-1910 : coutumes, pratiques, croyances, économie, politique.[Interprétation personnelle ?]